# Three Lakes, Florida
Three Lakes är en ort (CDP) i Miami-Dade County, i delstaten Florida, USA. Enligt United States Census Bureau har orten en folkmängd på 15 047 invånare (2010) och en landarea på 8,3 km².